# エドゥアルド・ウスペンスキー
エドゥアルド・ニコラエヴィチ・ウスペンスキー（ロシア語: Эдуард Николаевич Успенский, ラテン文字転写: Eduard Nikolayevich Uspensky 、1937年12月22日 - 2018年8月14日）は、ソビエト連邦ロシア共和国出身の作家である。「チェブラーシカ」シリーズの作者として知られる。

## 人物
モスクワ州エゴリエフスクで、共産党中央委員の父と機械技師の母のもとに生まれる。モスクワ航空大学で学び技師となった後は、アニメーションの脚本を手掛け生計を立てた。
その作品は児童文学にとどまらず、詩や寸劇など多岐にわたる。初期の作風はユーモラスなものが多かったが、検閲により葬られたものも数あった。それでもいくらかの作品は「12の椅子クラブ」(Клуб 12 стульев)や「文学新聞」の喜劇部門に掲載された。
児童文学を主なフィールドとするようになってから、最初の著書『フョードルおじさんといぬとねこ』(ru)が1974年に出版された。「フョードルおじさん」というあだ名のしっかりものの6歳の家出少年と動物たちの冒険を描くこの作品は何度もアニメ映画化され、「バターミルク村からの3人連れ」(ru)などはヒット作となった。
クイズショー「KVN」が1986年にテレビで「KVNメジャーリーグ」(ru)として再開された際には、その最初の試合で審査員を務め、また、ロシアの公的児童文学賞「ないしょの夢」(ru)の審査員長も務めた。「おやすみ、子供たち！」(ru)、「ABCDEyka」(ru)、「ラジオニャーニャ」(ru)、「港に船が来た」(ru)などの番組の制作にも携わった。
2010年に「祖国の児童文学における傑出した創造的業績」を評して、児童文学賞であるコルネイ・チュコフスキー賞の本賞が与えられた。
2018年8月14日、モスクワ郊外の自宅にてガンにより80歳で死去。

## 日本語訳書
- 『世界傑作童話シリーズ フョードルおじさんといぬとねこ』（福音館書店、1988年） - 松谷さやか訳
- 『チェブラーシュカとなかまたち』（新読書社、1976年） - 伊集院俊隆訳
  - 『新版　チェブラーシュカとなかまたち』（新読書社、2001年） - 伊集院俊隆訳（上の再版）
  - 『新訳チェブラーシュカ　ワニのゲーナとおともだち』（平凡社、2002年） - 児島宏子訳（上と同じ原作）